# E16

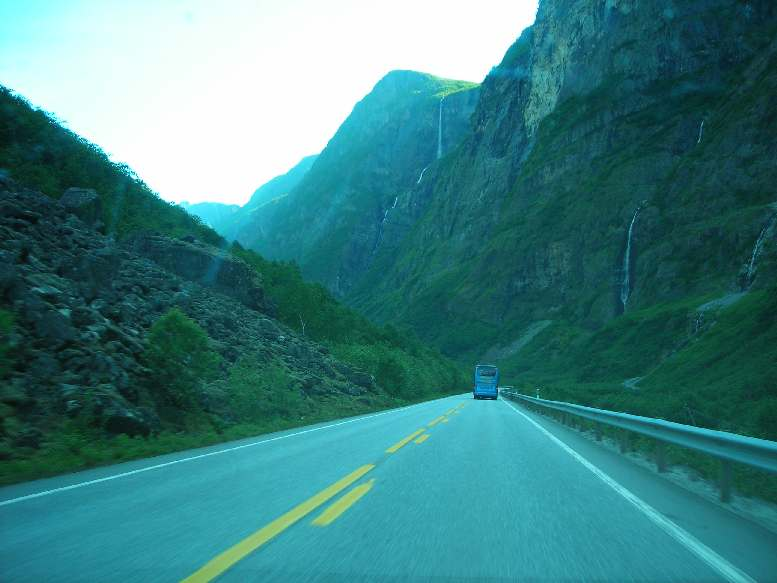
E16 söder om Gudvangen nära Sognefjorden i Norge.

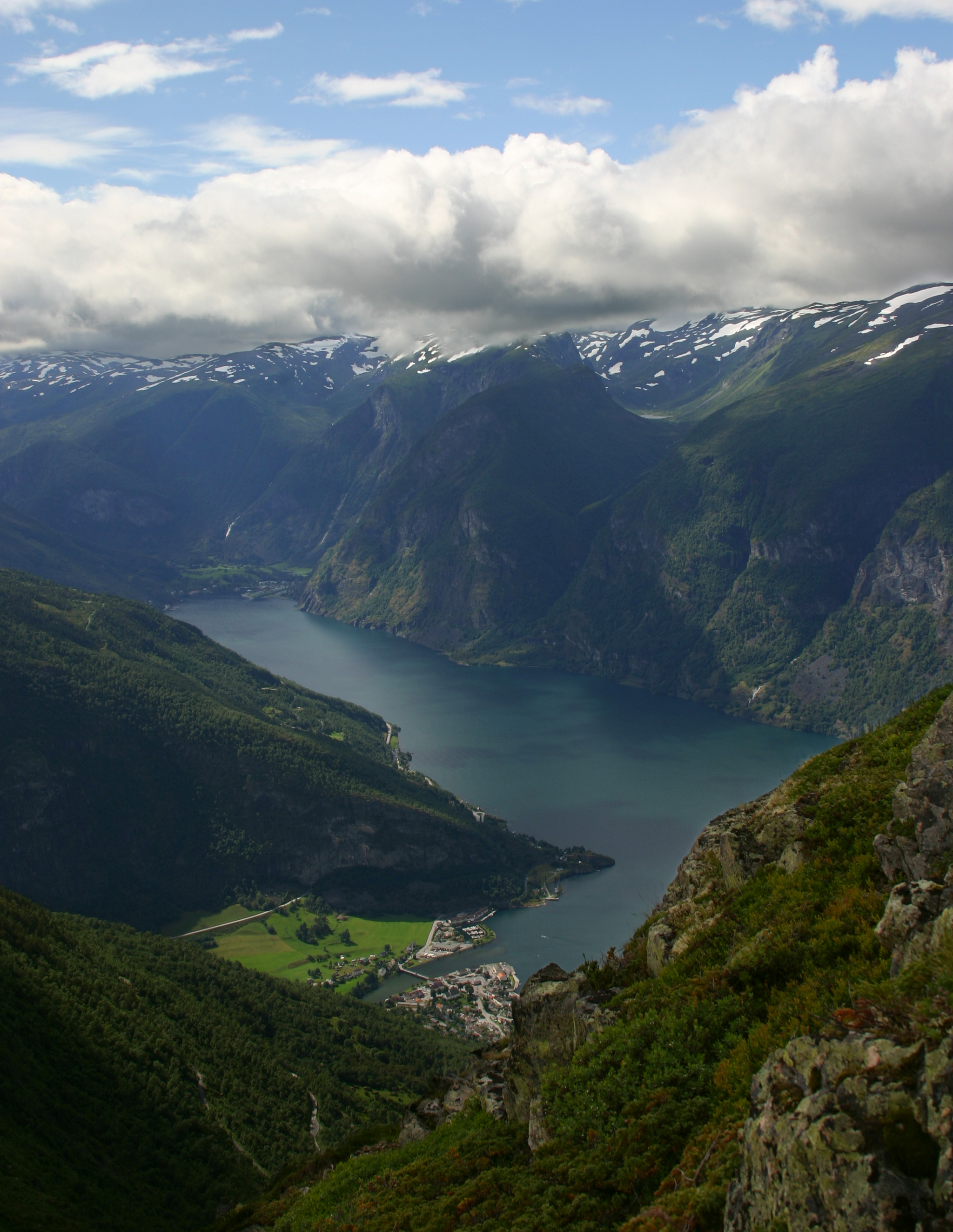
Aurlandsfjorden. E16 går längs vänster strand.

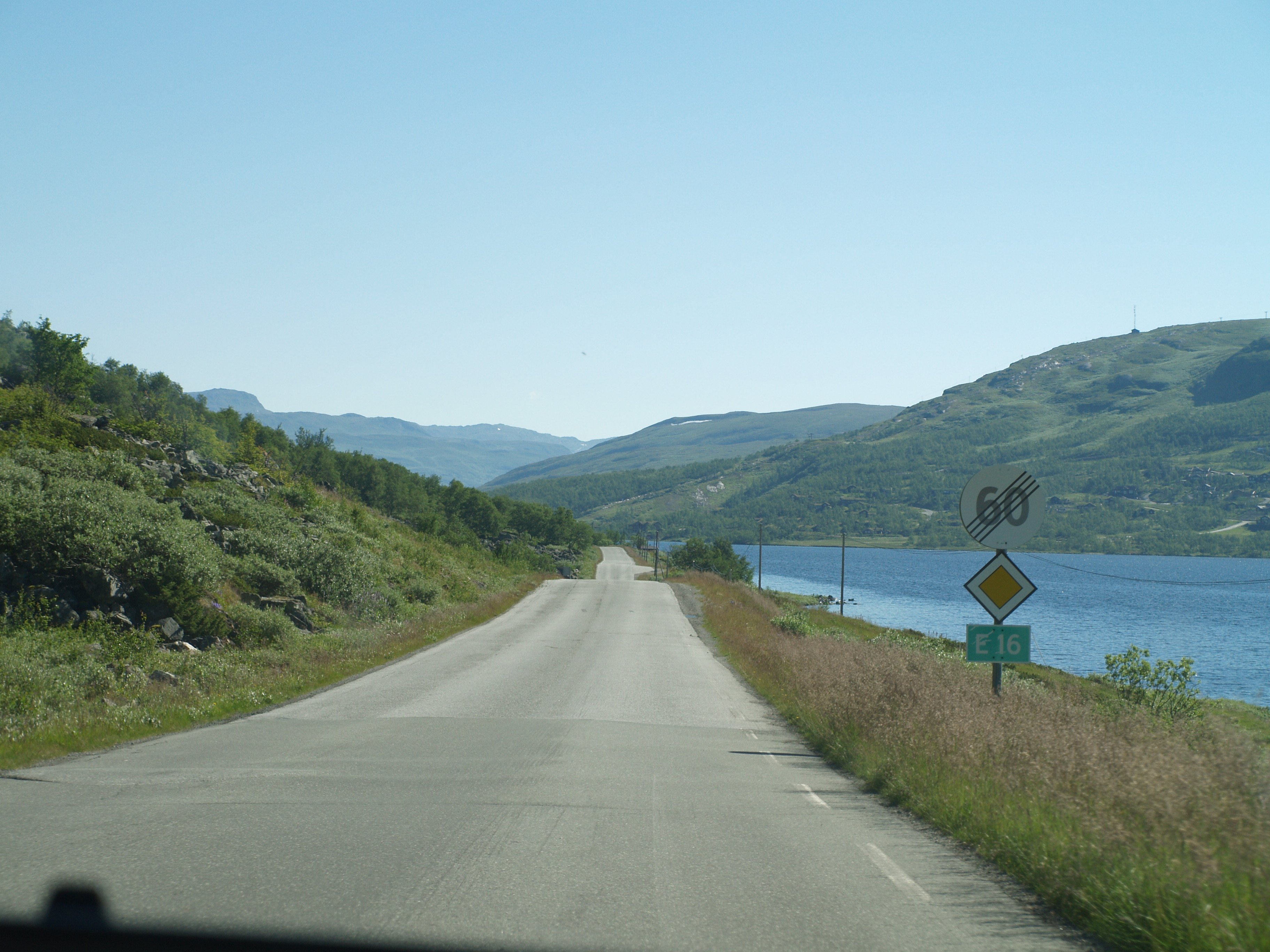
E16 vid Filefjell i Norge.

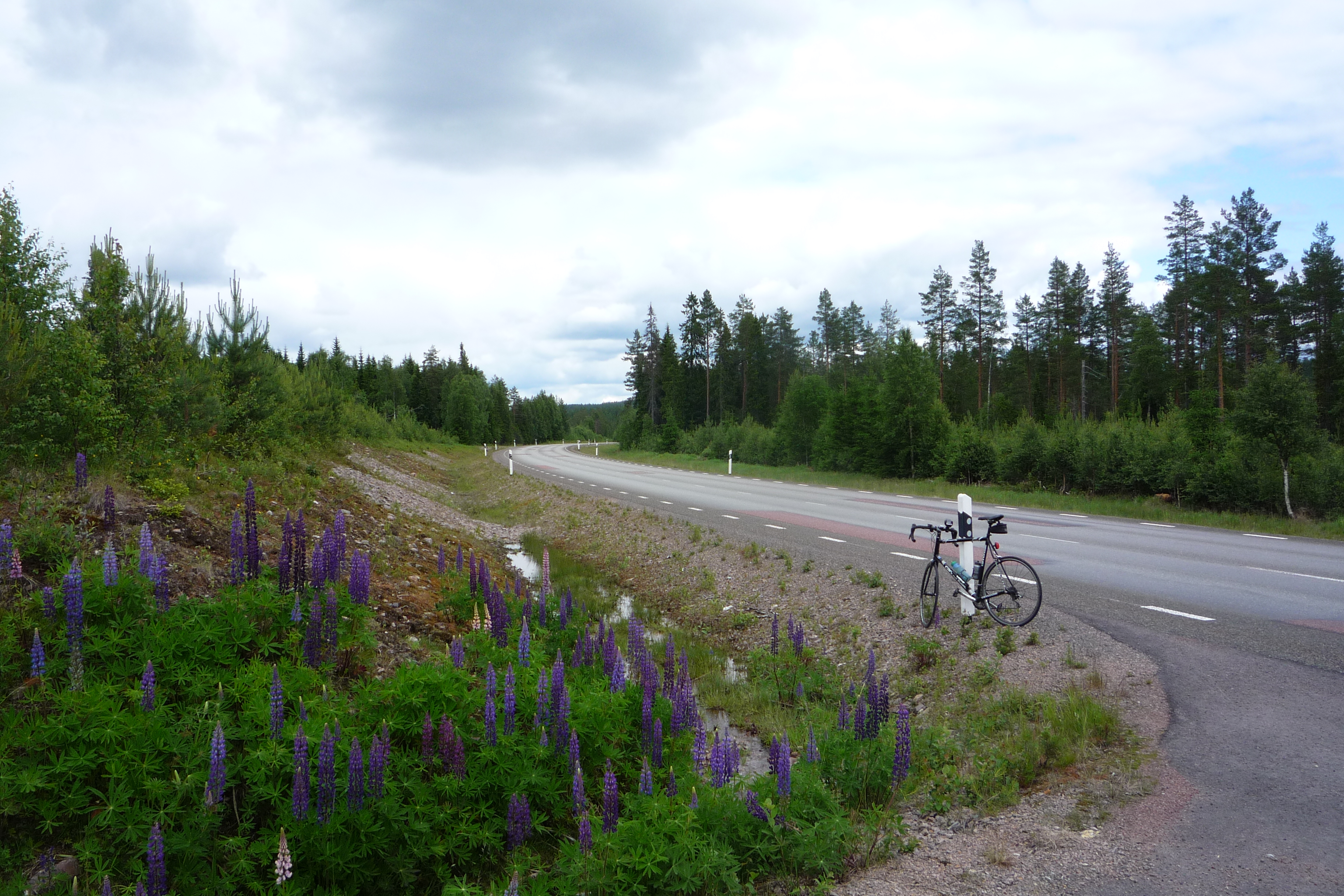
E16/E45 mellan Torsby och Malung.

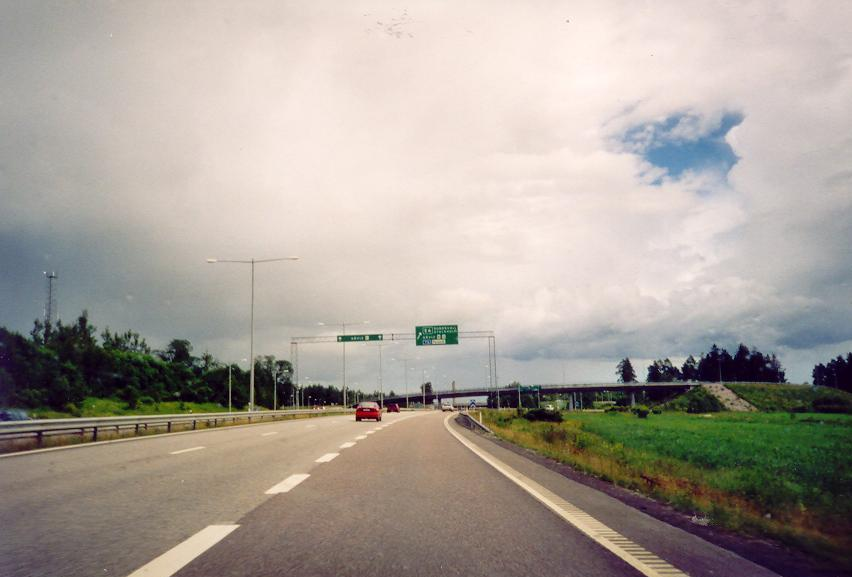
E16 nära Gävle.

E16 eller Europaväg 16 är en Europaväg som börjar i Gävle i Sverige och slutar i Derry på Nordirland. Längd 1 180 kilometer, varav 190 kilometer i Storbritannien, 630 kilometer i Norge och 360 kilometer i Sverige. 
FN:s ekonomiska kommission för Europa beslutade i oktober 2009, efter ansökan från såväl Sveriges regering som Norges regering, att rekommendera sträckningen mellan Hønefoss och Gävle skall bli Europaväg, som en del av E16. Beslutet stadfästes i maj 2011 och sträckan skyltades om under hösten 2012. Innan förlängningen gick E16 Londonderry – Edinburgh – Bergen – Fagernes – Oslo och var 710 km lång. Därav var 520 km i Norge mellan åren 1992 och 2012.

## Sträckning
Londonderry / Derry – Belfast – (havsavbrott Nordirland/Skottland inom Storbritannien) – Glasgow – Edinburgh – (havsavbrott Storbritannien-Norge) – Bergen – Fagernes – Hønefoss (– sidoväg till Oslo) – Gardermoen – Kongsvinger – (gräns Norge-Sverige) – Torsby – Malung – Borlänge – Falun – Hofors - Storvik - Sandviken - Valbo - Gävle
E16 ansluter till E18, E1, E5 och E15 i Storbritannien, till E39, E6 i Norge, och till E45 och E4 i Sverige.
Storbritannien
E16 och andra europavägar skyltas inte i Storbritannien. E16 är mestadels motorväg i detta land. E16 följer väg 6 och M1 i Nordirland och väg M8 i Skottland. Mellan Belfast och Glasgow finns ingen direkt färja, utan man måste ta färjan till Stranraer och köra cirka 9 mil längs väg 77 för att nå E16 igen. Det finns numera inte någon bilfärja mellan Storbritannien och Norge.
Norge
I Norge är vägen landsväg, förutom ett par korta motorvägs och motortrafikledssträckor nära Oslo och Bergen. Landsvägen uppfyller mestadels minimistandardkraven på en europaväg, 7–8 meter bredd, och kurvor som normalt inte är skarpare än att 80 km/h går bra. Vägen fick nuvarande sträckning mellan Bergen och Lærdal efter tunnelbyggen på 1980- och 1990-talen. Flera förbättringar har gjorts under senare år, bland annat en förbifart förbi Voss centrum men är i övrigt av skiftande standard. Genom Lærdal och över Filefjell har vägen under 2000- och 2010-talet breddats eller nybygds till 8-9 meters vägbredd. Genom Valdres är vägen smal under betydande sträckor. Vägen är smalare än 6 meter och utan mittlinje på kortare sträckor.
Längs sträckan i Norge finns världens längsta vägtunnel, Lærdalstunneln, 24 kilometer lång, invigd år 2000. Totalt skall det finnas 58 tunnlar på den norska delen av E16 med en sammanlagd längd på 87 kilometer. De flesta tunnlarna är på vestlandet, inte minst mellan Bergen och Voss. 
Europaväg 16 är en av fem vägar över högfjället mellan Oslo och Bergen. Det har den lägsta fjällpassagen på 1004 meter och är tillsammans med Europaväg 134 över Haukeli den som är mest öppen vid dåligt vinterväder. De andra förbindelserna mellan Oslo och Bergen är emellertid kortare, och utom väg 50 mellan Aurland och Hol, har de högre vägstandard. Trafiken på E 16 över högfjället är därför relativt liten.
Det är inte tullstation där E16 passerar gränsen till Sverige, trots att det är en europaväg. Detta innebär att lastade lastbilar inte får köra där.
Sverige
I Sverige delar vägen en sträcka med E45 och vissa sträckor är den värdväg för Riksväg 50, Riksväg 68 och Riksväg 70.

## Färjor
Det går ingen färja mellan Belfast och Glasgow. Lämpliga alternativa färjor finns, till exempel Belfast–Stranraer (Stena Line, E18), Belfast–Troon, Larne–Cairnryan och fler.
Det går inte heller färja mellan Edinburgh och Bergen. Numera finns inga färjeförbindelser alls mellan Storbritannien och Norge. Tidigare under 2000-talet har sådan förbindelse funnits mellan Newcastle och de norska städerna Bergen, Haugesund, Stavanger och Kristiansand.

## Historia
Vägnumret E16 infördes i Norge på sträckan Bergen-Oslo år 1992. Innan dess, då det gamla europavägssystemet rådde, hette vägen E68. FN definierade E16 också i Storbritannien, vilket landet aldrig riktigt infört. Ungefär samtidigt öppnades en ny väg mellan Bergen och Voss, som ersatte en smal och krokig väg i en betydligt sydligare sträckning. År 2000 öppnades Lærdalstunneln vilket gav E16 frihet från inrikesfärjor i Norge. Innan den byggdes hade E16 en färjesträckning på cirka en och en halv timme i Sognefjorden, mycket vacker men tidskrävande.
E16 förlängdes från Hønefoss till Gävle enligt FN:s beslut 26 maj 2011. Denna vägsträcka hette tidigare i Norge väg riksväg 35, 2 och 200. I Sverige hette de länsväg 239 fram till Torsby, E45 var då ensam upp till Malung och sedan riksväg 71 till Borlänge, riksväg 50 till Falun och riksväg 80 ("riks-80") fram till Gävle.
Den politiska historiken bakom förlängningen var att olika organisationer gjorde påtryckningar 2007-2008 efter intryck av förlängningen av E45 vilket hade gett den sträckan högre status, om än inte mycket vägbygge räknat norr om Karlstad. Sveriges och Norges regeringar meddelade i maj 2008 i ett gemensamt uttalande att man vill se vägen Oslo–Gävle som Europaväg. De båda vägverken utredde och rekommenderade omklassificering och man rekommenderade förbättring av sträckan Kongsvinger–Torsby. Norges regering beslutade välja sträckan via Gardermoen, hellre än via Oslo, för att den sträckan är kortare och man sparar in omskyltningskostnader om man undviker Oslo, och att vägen där är hårt belastad. Sträckan Oslo–Hønefoss räknas nu som en sidoväg till E16 och skyltas även fortsatt E16. FN:s ekonomiska kommission för Europa godkände i oktober 2009 via en arbetsgrupp Sveriges och Norges ansökan vilket slutligen trädde i kraft 26 maj 2011 Efter utredning om andra vägars omskyltande och sedan upphandling av allt skyltarbete kunde väg E16 invigas 24-25 september 2012 längs hela sträckan, med slutlig invigning med båda ländernas ministrar 25 september i Kongsvinger.

## Planer
För förbättringsplaner i Sverige se E16 (Sverige)#Planer.
- Ny väg Bergen-Voss.
- Ombyggnad/nybyggnader mellan Voss og Lærdal.

- Längre sträckor genom Valdres kommer att breddas från ca. 2020.[uppföljning saknas]
- Söder om Fagernes breddas och nybyggs väg mellan Bjørg och Bagn.
- Sträckan Hønefoss-Sandvika planeras ombyggd som motorväg, cirka 2025

## Trafikplatser och annat längs vägen
|                                                              | Nr                                  | Namn                                | Skyltning                                            |                                     |
| ------------------------------------------------------------ | ----------------------------------- | ----------------------------------- | ---------------------------------------------------- | ----------------------------------- |
| Landsväg Derry–Antrim                                        |                                     |                                     |                                                      |                                     |
| Motorväg Antrim–Belfast (M2)                                 |                                     |                                     |                                                      |                                     |
| Avbrott Belfast–Greenock                                     |                                     |                                     |                                                      |                                     |
| Motorväg Greenock–Glasgow–Edinburgh (M8)                     |                                     |                                     |                                                      |                                     |
| Avbrott Edinburgh–Bergen                                     |                                     |                                     |                                                      |                                     |
|                                                              |                                     | Riksgräns                           | Storbritannien–Norge                                 |                                     |
| Stadsgata i Bergen                                           |                                     |                                     |                                                      |                                     |
| Fyrfältsväg Bergen–Eidsvåg                                   |                                     |                                     |                                                      |                                     |
|                                                              |                                     |                                     | 4 trafikplatser längs vägen                          |                                     |
|                                                              |                                     | Fløyfjellstunnelen                  | en tunnel per riktning 3195/3825 m                   |                                     |
|                                                              |                                     | Vägavgift                           | mot Bergen centrum                                   |                                     |
|                                                              |                                     | Eidsvågtunnelen                     | 824 m                                                |                                     |
| Motorväg Eidsvåg (Bergen)–Åsane                              |                                     |                                     |                                                      |                                     |
|                                                              |                                     |                                     | 3 trafikplatser                                      |                                     |
|                                                              |                                     | Åsane                               | E39                                                  |                                     |
|                                                              |                                     |                                     | 2 tunnlar                                            |                                     |
| Landsväg Åsane–Elgstangen (Hønefoss)                         |                                     |                                     |                                                      |                                     |
|                                                              |                                     | Vägavgift                           |                                                      |                                     |
|                                                              |                                     |                                     | 3 trafikplatser Åsane–Voss                           |                                     |
|                                                              |                                     | Arnanipatunnelen                    | 2 133 m                                              |                                     |
|                                                              |                                     | Risnestunnelen                      | 1 718 m                                              |                                     |
|                                                              |                                     | Trengereid                          | 49                                                   |                                     |
|                                                              |                                     | Trengereidtunnelen                  | 1 770 m                                              |                                     |
|                                                              |                                     | Stavenestunnelen                    | 2 771 m                                              |                                     |
|                                                              |                                     | Bogetunnelen                        | 2 036 m                                              |                                     |
|                                                              |                                     | Dalevågtunnelen                     | 1 399 m                                              |                                     |
|                                                              |                                     | Dalseidtunnelen                     | 1 809 m                                              |                                     |
|                                                              |                                     | Hyvingatunnelen                     | 1 347 m                                              |                                     |
|                                                              |                                     | Vägavgift                           |                                                      |                                     |
|                                                              |                                     | Voss                                | 13 (E16 svänger)                                     |                                     |
|                                                              |                                     | Vangstunnelen                       | 2 460 m                                              |                                     |
|                                                              |                                     | Vinje                               | 13                                                   |                                     |
|                                                              |                                     | Stalheimtunnelen                    | 1 188 m                                              |                                     |
|                                                              |                                     | Sivletunnelen                       | 1 114 m                                              |                                     |
|                                                              |                                     | Gudvangatunnelen                    | 11 428 m                                             |                                     |
|                                                              |                                     | Flenjatunnelen                      | 5 053 m                                              |                                     |
|                                                              |                                     | Fretheimtunnelen                    | 1 363 m                                              |                                     |
|                                                              |                                     | Aurlandsvangen                      | 50                                                   |                                     |
|                                                              |                                     | Lærdalstunneln                      | 24 509 m (Världens längsta vägtunnel)                |                                     |
|                                                              |                                     | Lærdal                              | 5 (E16 svänger)                                      |                                     |
|                                                              |                                     | Seltatunnelen                       | 1 630 m                                              |                                     |
|                                                              |                                     | Tuftåstunnelen                      | 1 958 m                                              |                                     |
|                                                              |                                     | Borgundtunnelen                     | 3 053 m                                              |                                     |
|                                                              |                                     | Borlaug                             | 52                                                   |                                     |
|                                                              |                                     | Borlaugstunnelen                    | 4 050 m                                              |                                     |
|                                                              |                                     | Filefjelltunnelen                   | 5 780 m                                              |                                     |
|                                                              |                                     | Tyinkrysset                         | 53                                                   |                                     |
|                                                              |                                     | Rødølstunnelen                      | 1 970 m                                              |                                     |
|                                                              |                                     | tunnel under byggnad, klar 2023     | cirka 2 km                                           |                                     |
|                                                              |                                     | Fagernes                            | 51                                                   |                                     |
|                                                              |                                     | Leira                               | 51                                                   |                                     |
|                                                              |                                     | Bjørgo                              | 33                                                   |                                     |
|                                                              |                                     | Vägavgift                           |                                                      |                                     |
|                                                              |                                     | Bagnskleivtunnelen                  | 4 285 m                                              |                                     |
|                                                              |                                     |                                     | ytterligare 28 tunnlar                               |                                     |
|                                                              |                                     | norr om Hønefoss                    | E16 Oslo (E16 svänger)                               |                                     |
| Sido-E16, från norr om Hønefoss till Sandvika utanför Oslo   |                                     |                                     |                                                      |                                     |
|                                                              |                                     | Hønefoss                            | 7                                                    |                                     |
|                                                              |                                     |                                     | 5 ytterligare trafikplatser i trakten kring Hønefoss |                                     |
| Motortrafikled Elgstangen (Hønefoss)–Nedre Nes               |                                     |                                     |                                                      |                                     |
| Landsväg Nedre Nes–Sandvika (Oslo)                           |                                     |                                     |                                                      |                                     |
|                                                              |                                     |                                     | 10 trafikplatser                                     |                                     |
|                                                              |                                     | Nestunnelen                         | 1 276 m                                              |                                     |
|                                                              |                                     |                                     | ytterligare 1 tunnel                                 |                                     |
| Motorväg Bjørum–Sandvika                                     |                                     |                                     |                                                      |                                     |
|                                                              |                                     | Skuitunnelen                        | 1 440 m                                              |                                     |
|                                                              |                                     | Brennetunnelen                      | 1 100 m                                              |                                     |
|                                                              |                                     | Bjørnegårdtunnelen                  | 2 300 m                                              |                                     |
|                                                              |                                     |                                     | E18 Oslo, Drammen                                    |                                     |
|                                                              |                                     |                                     |                                                      |                                     |
| E16, från norr om Hønefoss till Gävle                        |                                     |                                     |                                                      |                                     |
|                                                              |                                     |                                     | Hønefoss (E16 svänger)                               |                                     |
| Motortrafikled byggs Eggemoen–Olum, klar 2022, får vägavgift |                                     |                                     |                                                      |                                     |
|                                                              |                                     |                                     | 4 (E16 svänger)                                      |                                     |
|                                                              |                                     | Røstetunnelen                       | 1 097 m                                              |                                     |
|                                                              |                                     |                                     | 4 (E16 svänger)                                      |                                     |
|                                                              |                                     | Lunnertunnelen                      | 3 811 m                                              |                                     |
| motorväg                                                     | Motorväg Gardermoen–Kløfta          | Motorväg Gardermoen–Kløfta          | Motorväg Gardermoen–Kløfta                           | Motorväg Gardermoen–Kløfta          |
|                                                              |                                     |                                     | Gardermoen (E16 svänger)                             |                                     |
|                                                              |                                     |                                     | E6 Trondheim (E16 svänger)                           |                                     |
|                                                              |                                     |                                     | Jessheim                                             |                                     |
|                                                              |                                     |                                     | E6 Oslo (E16 svänger)                                |                                     |
| motortrafikled                                               | Motortrafikled Kløfta–Nybakk        | Motortrafikled Kløfta–Nybakk        | Motortrafikled Kløfta–Nybakk                         | Motortrafikled Kløfta–Nybakk        |
|                                                              |                                     |                                     | 1 trafikplats                                        |                                     |
| Landsväg Nybakk–Slomarka                                     |                                     |                                     |                                                      |                                     |
|                                                              |                                     | Skarnes                             | 24 Hamar                                             |                                     |
| motortrafikled                                               | Motortrafikled Slomarka-Kongsvinger | Motortrafikled Slomarka-Kongsvinger | Motortrafikled Slomarka-Kongsvinger                  | Motortrafikled Slomarka-Kongsvinger |
|                                                              |                                     |                                     | 2 trafikplatser                                      |                                     |
|                                                              |                                     | Vägavgift                           |                                                      |                                     |
| Landsväg Kongsvinger–svenska gränsen                         |                                     |                                     |                                                      |                                     |
|                                                              |                                     |                                     | 2 Karlstad                                           |                                     |
|                                                              |                                     |                                     | 2 Elverum (E16 svänger)                              |                                     |
|                                                              |                                     |                                     | 202 Magnor (E16 svänger)                             |                                     |
|                                                              |                                     | Riksgräns                           | Norge–Sverige                                        |                                     |
| Tabellen fortsätter i artikeln E16 (Sverige)                 |                                     |                                     |                                                      |                                     |

## Alternativa vägar
Några alternativa förbindelser mellan två platser längs E16:
- Bergen-Hønefoss (E16 är 458 km) och Bergen-Oslo:
  - Väg 13 och 7 via Voss och Hardangervidda, 57 kilometer kortare. Efter Hardangerbrons öppning 2013 och förkortningen vid Sokna år 2014 är denna väg nästan en timme snabbare än E16. Väg 7 har dock betydande risk för avstängning på vintern på grund av snöstorm på kalfjället.
  - Väg 50, väg 7 via Aurland-Hol, 41 kilometer kortare.
  - Väg 52, väg 7 via Hemsedal, 39 kilometer kortare. Detta är den väg som föredras av tungtrafiken.
  - E16 är vald att gå där den går eftersom risken för avstängning på vintern är minst denna väg.
- Bergen-Oslo: (E16 är 513 kilometer)
  - Väg 49, väg 551, E134, via Folgefonntunnelen, 28 kilometer kortare, en färja.
- Gardermoen-Kongsvinger
  - Väg 174, 7 kilometer kortare.
- Torsby-Borlänge
  - Länsväg 239 och Länsväg 245, 11 kilometer kortare.
- Malung-Falun
  - E45 och riksväg 69, 2 kilometer längre än E16, 5 minuter snabbare[8]
  - Länsväg 293, 6 kilometer kortare. 5 minuter snabbare.